# Pločnik (Ivanjica)
Pour les articles homonymes, voir Pločnik.
Pločnik (serbe en écriture cyrillique : Плочник), est un village de Serbie situé dans la municipalité d’Ivanjica, district de Moravica.
Pločnik est situé sur les bords de la Studenica.